# Ефименко, Людмила Филипповна
Людми́ла Фили́пповна Ефи́менко (укр. Людмила Пилипівна Єфименко; род. 25 сентября 1951, Киев) — советская и украинская актриса; выступила также в качестве педагога, киносценариста и кинорежиссёра. Заслуженная артистка Украины (1998), народная артистка Украины (2008).Также награждена орденом княгини Ольги III степени (2021).

## Биография
Родилась 25 сентября 1951 года в Киеве (УССР).
Окончила актёрский факультет ВГИКа (1972, мастерская Владимира Белокурова).
С 1972 года — актриса киностудии имени А.Довженко.
Доцент кафедры кинорежиссуры и драматургии факультета кино и телевидения Киевского государственного университета театрального мастерства им. Карпенко-Карого.

## Личная жизнь и семья
Фамилия при рождении — Ефименко, однако во время кратковременного первого брака (от которого не было детей) взяла фамилию мужа — Терзиева. После второго брака с режиссёром Юрием Ильенко взяла назад свою девичью фамилию — Ефименко.
Муж — Юрий Ильенко, в браке родились два сына — Филипп и Андрей.

## Актёрские работы
- 1972 — Случайный адрес — Люба Волошко
- 1973 — Как закалялась сталь — Тая, жена Корчагина
- 1973 — Эффект Ромашкина — Тамара
- 1974 — т/с Моя судьба[4][5] — Людмила Барабанова
- 1974 — Повесть о женщине
- 1976 — Семейные дела Гаюровых — Галина Горбунова
- 1977 — Не верь крику ночной птицы
- 1978 — Праздник печёной картошки
- 1979 — Полоска нескошенных диких цветов
- 1981 — Лесная песня. Мавка — Мавка
- 1983 — Легенда о княгине Ольге — Ольга (княгиня Киевская)
- 1983 — Миргород и его обитатели — сестра Сторченко
- 1985 — Кармелюк — Анастасия Маршаленко, помещица
- 1987 — Соломенные колокола
- 1990 — Балаган — Ольга, жена Ивана
- 1990 — Лебединое озеро. Зона — женщина
- 1993 — Гетманские клейноды
- 1999 — «Аве Мария»[6] (главная роль)
- 2001 — Молитва о гетмане Мазепе — Любовь Кочубей

## Сценарий и режиссура
1. «Аве Мария», 1999[6].

## Призы и награды
- Специальный приз Международного кинофестиваля стран СНГ и Балтии «Лістапад» (Минск, 1999).
- Приз «Золотой витязь» — за лучший режиссёрский дебют (Москва, 2000).